# Socket 423

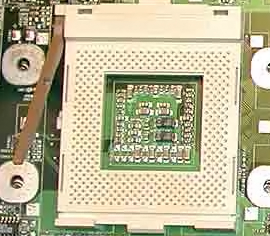
Socket 423

Socket 423 är en processorsockel avsedd för tidiga varianter av Pentium 4 från Intel. Sockeln användes under en ganska kort tidsperiod och ersattes av uppföljaren Socket 478.